# The Dick Van Dyke Show
The Dick Van Dyke Show est une série télévisée américaine en 158 épisodes de 23 minutes, en noir et blanc, créée par Carl Reiner et diffusée entre le 3 octobre 1961 et le 1er juin 1966 sur le réseau CBS.
Elle a été récompensée de quinze Primetime Emmy Awards et deux Golden Globes et a été classée à la 13e place des meilleures séries télévisées américaines de tous les temps par le magazine TV Guide. Le thème musical de la série a été composé par Earle H. Hagen.
Cette série est inédite dans tous les pays francophones. Néanmoins, il est possible d'apercevoir des extraits doublés en français dans l'épisode 26 de la saison 3 de Alf.
Dans l'épisode 15 de la saison 6 de X-Files, Bienvenue en Arcadie, Mulder et Scully empruntent les noms de Rob et Laura Petrie pour une affaire.
Une partie de la série WandaVison de Disney+ est une référence à la série The Dick Van Dyke Show. Le personnage principal Wanda était fan de Dick Van Dyke étant jeune.

## Synopsis
Ce sitcom relate le quotidien de Rob Petrie, scénariste d'une émission de variétés comique de Manhattan. Elle alterne des scènes de Rob au travail avec ses co-scénaristes Buddy Sorrell et Sally Rogers et des scènes de sa vie familiale avec sa femme Laura et leur fils Richie.

## Distribution

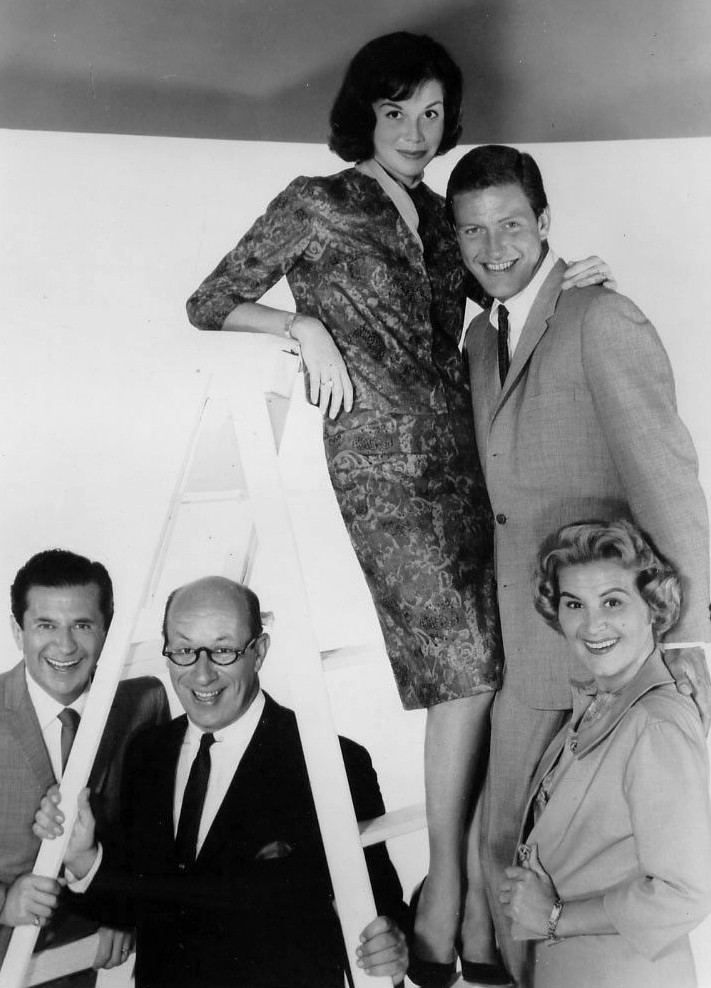
De g. à d. Morey Amsterdam, Richard Deacon, Mary Tyler Moore, Dick Van Dyke et Rose Marie.

### Acteurs principaux
- Dick Van Dyke : Rob Petrie
- Mary Tyler Moore : Laura Petrie
- Morey Amsterdam : Buddy Sorrell
- Rose Marie : Sally Rogers
- Larry Mathews (en) : Richie Petrie

### Acteurs récurrents
- Richard Deacon : Mel Cooley
- Ann Morgan Guilbert : Millie Helper
- Jerry Paris : Jerry Helper
- Carl Reiner : Alan Brady

## Distinctions
Sauf indication contraire, les informations mentionnées dans cette section peuvent être confirmées par la base de données cinématographiques IMDb,  présente dans la section « Liens externes ».

### Récompenses
- Primetime Emmy Awards 1962 : meilleur scénario pour une série télévisée comique
- Primetime Emmy Awards 1963 : meilleure série télévisée comique
- Primetime Emmy Awards 1963 : meilleure réalisation pour une série télévisée comique
- Primetime Emmy Awards 1963 : meilleur scénario pour une série télévisée comique
- Golden Globes 1964 : meilleure série télévisée comique
- Primetime Emmy Awards 1964 : meilleure série télévisée comique
- Primetime Emmy Awards 1964 : meilleur acteur dans une série télévisée comique pour Dick Van Dyke
- Primetime Emmy Awards 1964 : meilleure actrice dans une série télévisée comique pour Mary Tyler Moore
- Primetime Emmy Awards 1964 : meilleure réalisation pour une série télévisée comique
- Primetime Emmy Awards 1964 : meilleur scénario pour une série télévisée comique
- Golden Globes 1965 : meilleure actrice dans une série télévisée pour Mary Tyler Moore
- Primetime Emmy Awards 1965 : meilleure série télévisée comique
- Primetime Emmy Awards 1965 : meilleur acteur dans une série télévisée comique pour Dick Van Dyke
- Primetime Emmy Awards 1966 : meilleure série télévisée comique
- Primetime Emmy Awards 1966 : meilleur acteur dans une série télévisée comique pour Dick Van Dyke
- Primetime Emmy Awards 1966 : meilleure actrice dans une série télévisée comique pour Mary Tyler Moore
- Primetime Emmy Awards 1966 : meilleur scénario pour une série télévisée comique

### Nominations
- Primetime Emmy Awards 1962 : meilleure réalisation pour une série télévisée comique
- Primetime Emmy Awards 1963 : meilleur acteur dans une série télévisée comique pour Dick Van Dyke
- Primetime Emmy Awards 1963 : meilleure actrice dans une série télévisée comique pour Mary Tyler Moore
- Primetime Emmy Awards 1963 : meilleure actrice dans un second rôle dans une série télévisée comique pour Rose Marie
- Primetime Emmy Awards 1964 : meilleure actrice dans un second rôle dans une série télévisée comique pour Rose Marie
- Primetime Emmy Awards 1965 : meilleur scénario pour une série télévisée comique
- Primetime Emmy Awards 1966 : meilleur acteur dans un second rôle dans une série télévisée comique pour Morey Amsterdam
- Primetime Emmy Awards 1966 : meilleure actrice dans un second rôle dans une série télévisée comique pour Rose Marie
- Primetime Emmy Awards 1966 : meilleure réalisation pour une série télévisée comique